# Тернбулл, Росс
Росс Тернбулл (англ. Ross Turnbull; родился 4 января 1985 года в Бишоп-Окленде, Дарем, Англия) — английский футболист, вратарь.

## Карьера

### «Мидлсбро»
Росс Тернбулл родился в небольшом городке на северо-востоке Англии и с детства начал увлекаться футболом, болея за «Ньюкасл». Однако в академию «сорок» будущий голкипер так и не попал. Миновав неудачные просмотры в «Дарлингтоне» и «Сандерленде», юноша был зачислен в академию «Мидлсбро», с которым и подписал в 2002 году свой первый профессиональный контракт.
Несмотря на регулярные вызовы в юношеские сборные Англии, дебюта за родной клуб Тернбуллу пришлось ждать очень долго — он состоялся лишь в 2007 году. А пока вратарю предстояла куча аренд разной степени успешности — в «Дарлингтоне» (Д4), «Барнсли», «Брэдфорд Сити» (оба — Д3), «Кру» и «Кардиффе» (оба — Д2) он суммарно за 4 сезона провел 67 матчей. Летом 2008 года бессменный первый номер «речников» Марк Шварцер покинул клуб и Росс наконец-то получил возможность проявить себя в основе. Как итог, Тернбулл и Брэд Джонс играют в сезоне 2008/09 в воротах клуба по очереди, а «Мидлсбро» вылетает из премьер-лиги.

### «Челси» и дальнейшая карьера
2 июля 2009 года Тернбулл на правах свободного агента подписал 4-летний контракт с «Челси», который честно отработал до самого конца. Проведя за эти четыре года лишь 7 матчей за «Челси», Росс собрал внушительную коллекцию трофеев — два Кубка Англии, медали победителей Лиги чемпионов и Лиги Европы.
По истечении соглашения с «Челси» голкипер перешёл в «Донкастер» (Д2), а через сезон — снова в «Барнсли» (Д3), где уже дважды выступал на правах аренды во времена своей юности. В обеих клубах Тернбулл считался первым номером, однако его часто преследовали травмы, поэтому за два сезона футболист принял участие суммарно лишь в 58 встречах.
15 июля 2015 года Тернбулл перешёл в «Лидс Юнайтед», подписав с клубом двухлетний контракт.

## Достижения
«Челси»
- Обладатель Кубка Англии (2): 2010, 2012
- Победитель Лиги чемпионов: 2012
- Победитель Лиги Европы УЕФА: 2013